# Michael Bresciani
Pour les articles homonymes, voir Bresciani.
Michael Bresciani (né le 20 décembre 1994 à Desenzano del Garda) est un coureur cycliste italien.

## Biographie
Il est recruté par l'équipe Bardiani CSF en juin 2017, pour pallier les suspensions de Nicola Ruffoni et Stefano Pirazzi. Le 25 juin, il participe au championnat d'Italie, sa seule  course avec l'équipe. Il est contrôlé positif à un diurétique à l'issue de la course, un produit qui peut être considéré comme un agent masquant. Bresciani a expliqué que son test positif a été déclenché par la contamination d'un médicament que sa mère prend. L'Union cycliste internationale (UCI) a accepté l'explication selon laquelle sa mère avait besoin de furosémide pour une maladie. Il est finalement suspendu deux mois par l'UCI et peut reprendre la compétition en 2018.
En mars 2018, il est renversé par une moto à très faible allure lors d'une étape de Tirreno-Adriatico sur les pentes très abruptes du Recanati. En juillet, il se classe troisième d'une étape du Tour d'Autriche.
Fin 2019, il n'est pas conservé par Bardiani CSF et rejoint l'équipe de troisième division Area Zero-VVF.

## Palmarès sur route

### Par année
- 2013
  - Alta Padovana Tour
- 2014
  - Targa Crocifisso
  - Gran Premio Somma
  - Circuito Molinese
  - 2e du Gran Premio della Possenta
- 2016
  - Mémorial Vincenzo Mantovani
  - Milan-Busseto
  - Coppa Lanciotto Ballerini
  - Gran Premio Industria del Cuoio e delle Pelli
  - Trofeo Gianfranco Bianchin
  - Gran Premio Somma
  - Gran Premio d'Autunno
  - 2e de la Coppa San Bernardino
  - 2e du Mémorial Gianni Biz
  - 2e du Circuito dell'Assunta
  - 2e de la Coppa San Vito
  - 2e du Circuito Alzanese
  - 2e du Tour d'Émilie amateurs
  - 2e du Gran Premio Calvatone
  - 3e du Trophée Mario Zanchi
  - 3e du Trofeo Menci Spa
  - 3e du Grand Prix de Roncolevà
  - 3e du Gran Premio Ciclistico Arcade
  - 3e du Gran Premio Fiera del Riso
- 2017
  - Circuito di Sant'Urbano
  - 2e du Trophée Visentini
  - 3e du Grand Prix De Nardi
  - 3e de Vicence-Bionde
  - 3e du Circuito del Porto-Trofeo Arvedi
  - 3e de Pistoia-Fiorano

### Classements mondiaux
| Année           | 2015 | 2016   | 2017 |
| --------------- | ---- | ------ | ---- |
| UCI Europe Tour | 801e | 1 568e | 977e |

## Palmarès sur piste

### Championnats nationaux
- 2011
  - 2e du championnat d'Italie de poursuite par équipes juniors
  - 2e du championnat d'Italie de course aux points juniors
- 2012
  -  Champion d'Italie de vitesse par équipes juniors (avec Jakub Mareczko et Alberto Dell'Aglio)
  - 2e du championnat d'Italie de course aux points juniors
  - 3e du championnat d'Italie de l'omnium juniors
- 2014
  -  Champion d'Italie de poursuite par équipes (avec Francesco Castegnaro, Piergiacomo Marcolina et Alex Buttazzoni)